# Gélannes
Gélannes ist eine französische Gemeinde mit 704 Einwohnern (Stand 1. Januar 2022) im Département Aube in der Region Grand Est (vor 2016 Champagne-Ardenne); sie gehört zum Arrondissement Nogent-sur-Seine und zum Kanton Romilly-sur-Seine. Die Einwohner werden Gélannois genannt.

## Geographie
Gélannes liegt etwa 36 Kilometer nordwestlich von Troyes. Umgeben wird Gélannes von den Nachbargemeinden Saint-Hilaire-sous-Romilly im Westen, Norden und Osten, Pars-lès-Romilly im Osten und Nordosten, Saint-Martin-de-Bossenay im Südosten und Süden, La Fosse-Corduan im Süden sowie Saint-Loup-de-Buffigny im Südwesten. 

## Bevölkerungsentwicklung
| Jahr                       | 1962 | 1968 | 1975 | 1982 | 1990 | 1999 | 2006 | 2011 | 2019 |
| Einwohner                  | 533  | 480  | 510  | 625  | 662  | 706  | 723  | 726  | 735  |
| Quellen: Cassini und INSEE |      |      |      |      |      |      |      |      |      |

## Sehenswürdigkeiten
- Kirche Saint-Barthélemy aus dem 12. Jahrhundert

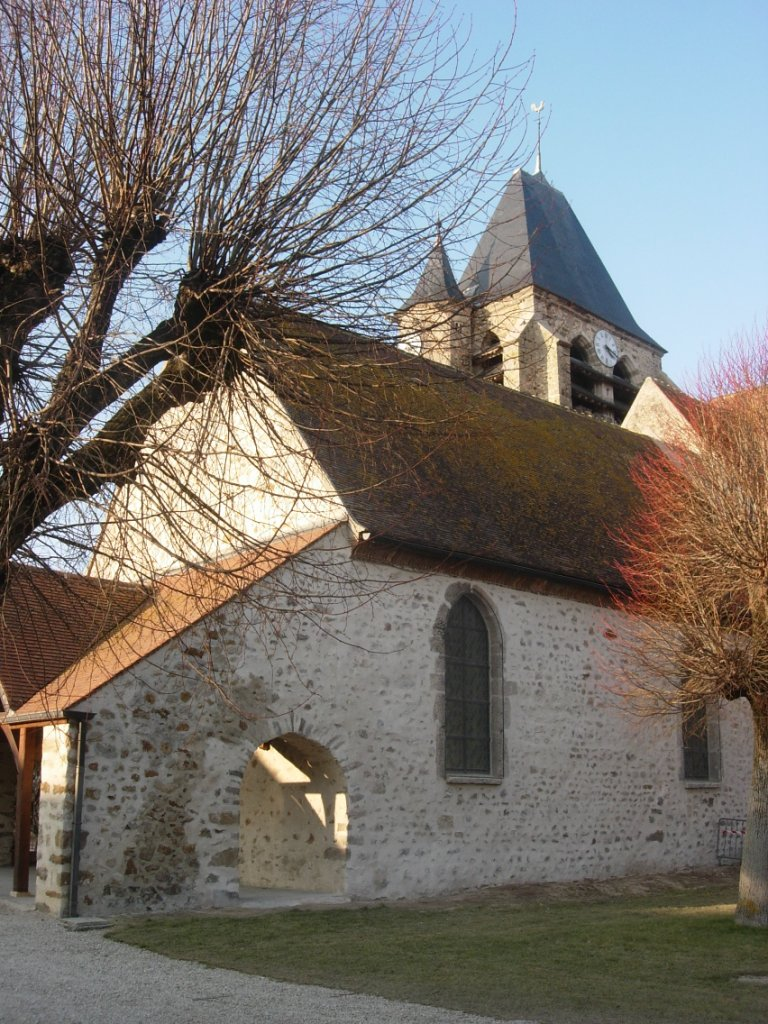
Kirche Saint-Barthélemy